# 莫拉蒙塔涅
莫拉蒙塔涅（法語：Meaux-la-Montagne，法語發音：[mo la mɔ̃taɲ]）是法国罗讷省的一个市镇，属于索恩河畔自由城区。

## 地理
莫拉蒙塔涅（46°2'42"N, 4°25'7"E）面积9.19 平方千米，位于法国奥弗涅-罗讷-阿尔卑斯大区罗讷省，该省份为法国中东部省份，北起顺时针与索恩-卢瓦尔省、安省、里昂大都会、伊泽尔省和卢瓦尔省接壤。
与莫拉蒙塔涅接壤的市镇（或旧市镇、城区）包括：圣博内勒特龙西、格朗里、屈布利兹。

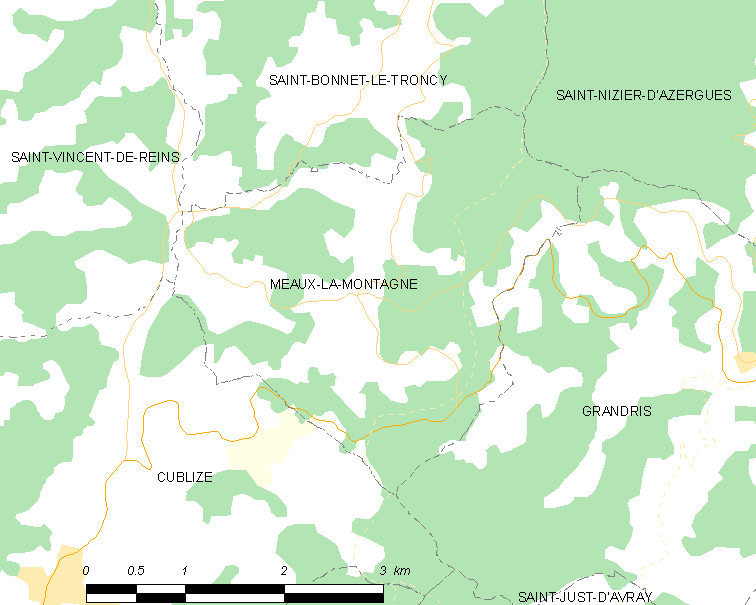
莫拉蒙塔涅的OSM定位图

莫拉蒙塔涅的时区为UTC+01:00、UTC+02:00（夏令时）。

## 行政
莫拉蒙塔涅的邮政编码为69550，INSEE市镇编码为69130。

## 政治
莫拉蒙塔涅所属的省级选区为蒂济莱布尔县。

## 人口

1962-2008年间莫拉蒙塔涅人口变化图示

莫拉蒙塔涅于2022年1月1日时的人口数量为226人。